# East Stack
Der East Stack (norwegisch Austskotet) ist ein 60 m hoher Felsvorsprung an der Küste des ostantarktischen Kemplands. Er ragt 26 km südöstlich der Edward-VIII-Bucht auf der Ostseite des Hoseason-Gletschers auf.
Wissenschaftler der britischen Discovery Investigations entdeckten ihn im Februar 1936 und benannten ihn in Anlehnung an die Benennung des nahegelegenen West Stack.